# Rune Lönngren
David Rune Lönngren, född 1 juli 1917 i Sala, död 25 mars 2010 i Västerleds församling, var en svensk apotekare.
Efter studentexamen i Västerås utbildade sig Rune Lönngren till apotekare på Farmacevtiska institutet i Stockholm, med examen 1944.
Rune Lönngren var tjänsteman i dåvarande Medicinalstyrelsen 1945−1952. Han var därefter innehavare av Apoteket Domherren i Bromma i Stockholm fram till dess inlösen av staten 1970. Han hade ett antal statliga uppdrag angående frågor om läkemedel, kemikalier och gifter samt miljövård, bland annat ledamot och huvudsekreterare i två utredningar om farmacevtisk utbildning 1945–1948 och om läkemedelsforskning 1957−1964 samt utredningsman rörande läkemedelsförsörjningens organisation 1963−1969. Den senare utredningen ledde till det statliga apoteksmonopolet och inrättande av Apoteksbolaget AB, för vilket Rune Lönngren var arbetande styrelseordförande till 1977.
I samband med Rune Lönngrens 90-årsdag inrättade Apotekarsocieteten 2007 ett pris till Rune Lönngrens minne. Det delas ut vartannat år till personer, som gjort betydande insatser inom läkemedelsområdets samhälleliga del.

## Utmärkelser
- 1986 - H.M. Konungens medalj, 8:e storleken i serafimerordens band.[3]